# Все копы — ублюдки
«Все копы — ублюдки» (итал. ACAB – All Cops Are Bastards) — итальянская драма 2012 года. Режиссёр Стефано Соллима. Снят по мотивам одноимённого романа Карло Бонини. Лауреат Приза международной ассоциации кинокритиков (ФИПРЕССИ) на МКФ в Москве. Шестикратный номинант на премию «Давид ди Донателло».

## Сюжет
Фильм рассказывает о бойцах специального подразделения полиции Рима по охране общественного порядка. В центре сюжета три опытных бойца — Кобра, Негро, Мазинго и новички. В фильме освещаются проблемы итальянского общества — нелегальная миграция, полицейская жестокость, политические и межнациональные конфликты.